# Latin Pop Albums
Latin Pop Albums é uma parada semanal publicada pela revista norte-americana Billboard sobre as vendas dos álbuns de gênero pop latino, essa pesquisa é feita pela Nielsen SoundScan.